# Usia xizangensis
Usia xizangensis is een vliegensoort uit de familie van de wolzwevers (Bombyliidae). De wetenschappelijke naam van de soort is voor het eerst geldig gepubliceerd in 1994 door Yang en Yang.

## Voorkomen
De soort komt voor in Xizang in China.